# Plataea pasadenaria
Plataea pasadenaria är en fjärilsart som beskrevs av Wright 1917. Plataea pasadenaria ingår i släktet Plataea och familjen mätare. Inga underarter finns listade i Catalogue of Life.